# Charaszybir
Charaszybir (ros. Харашибирь) – wieś w Rosji, w Buriacji, w rejonie muchorszybirskim. W 2010 liczyła 898 mieszkańców.